# Вальтер Дзенга
Вальтер Дзенга (італ. Walter Zenga, нар. 28 квітня 1960, Мілан) — колишній італійський футболіст, воротар. По завершенні ігрової кар'єри — футбольний тренер.
Як гравець насамперед відомий виступами за клуб «Інтернаціонале», а також національну збірну Італії.
Один з найкращих воротарів в історії світового футболу, опитуванням IFFHS займає 20 місце серед найкращих воротарів XX століття. Він двічі, у 1989 і 1991 роках, визнавався найкращим воротарем року за версією IFFHS. У 1990 році Дзенга був визнаний УЄФА найкращим голкіпером Європи, ФІФА найкращим голкіпером чемпіонату світу, на якому він встановив рекордну серію без пропущених м'ячів. Приз IFFHS, сувенірний м'яч, прикрашений діамантами, вартістю 160 млрд лір, був проданий Дзенгою на аукціоні, а отримані гроші були віддані на потреби благодійності. Дзенга — кавалер ордена за заслуги перед Італійською Республікою.
Більшу частину кар'єри провів у «Інтернаціонале», з яким став чемпіоном Італії, володарем Суперкубка Італії та дворазовим володарем Кубка УЄФА.

## Клубна кар'єра
Вихованець футбольної школи клубу «Інтернаціонале».
У дорослому футболі дебютував 1978 року виступами на умовах оренди за команду клубу «Салернітана», в якій провів один сезон, взявши участь лише у 3 матчах чемпіонату.
Згодом з 1979 по 1982 рік також як орендований гравець виступав у складі команд клубів «Савона» та «Самбенедеттезе».

Вальтер Дзенга у матчі Кубка Італії проти «Брешії». 1987 рік

Своєю грою за останню команду привернув увагу представників тренерського штабу головної команди «Інтернаціонале», до складу якої приєднався 1982 року. Відіграв за «нераззуррі» наступні дванадцять сезонів своєї ігрової кар'єри. Більшість часу, проведеного у складі «Інтернаціонале», був основним голкіпером команди. Відзначався надзвичайно високою надійністю, пропускаючи в іграх чемпіонату в середньому менше одного голу за матч. За цей час виборов титул чемпіона Італії, ставав володарем Суперкубка Італії з футболу, володарем Кубка УЄФА (двічі).
Протягом 1994—1997 років захищав кольори клубів «Сампдорія» та «Падова».
Завершив професійну ігрову кар'єру в американському клубі «Нью-Інгленд Революшн», за команду якого виступав протягом 1997—1999 років, у тому числі як граючий тренер.

## Виступи за збірні
Протягом 1984—1986 років залучався до складу молодіжної збірної Італії. На молодіжному рівні зіграв у 15 офіційних матчах, пропустив 15 голів.
1986 року дебютував в офіційних матчах у складі національної збірної Італії. Протягом кар'єри у національній команді, яка тривала 7 років, провів у формі головної команди країни 58 матчів, пропустивши 21 гол. У складі збірної був учасником чемпіонату світу 1986 року у Мексиці, чемпіонату Європи 1988 року у ФРН, на якому команда здобула бронзові нагороди, домашнього чемпіонату світу 1990 року, де італійці також фінішували третіми.

## Кар'єра тренера
Розпочав тренерську кар'єру 1998 року як граючий тренер, очоливши тренерський штаб клубу «Нью-Інгленд Революшн».
Надалі очолював команди клубів «Брера» (аматори), румунських «Націонал», «Стяуа» та «Динамо» (Бухарест), сербського «Црвена Звезда», турецького «Ґазіантепспор», «Аль-Айн», «Катанія», «Палермо» та «Аль-Наср» (Ер-Ріяд).
З 2011 року очолював тренерський штаб команди «Аль-Наср» (Дубай), де провів два роки, після чого очолив іншу еміратську команду «Аль-Джазіра».
11 червня 2015 року Дзенга був призначений головним тренером клубу «Сампдорія». Контракт був підписаний на 1 рік. Проте під керівництвом свого колишнього зіркового воротаря «Сампдорія» провела лише 12 ігор, в яких здобула по чотири перемоги, нічиїх і поразки. Керівництво клубу визнало такі результати незадовільними і 26 листопада 2015 року розірвало контракт із тренером.
Наприкінці того ж місяця Дзенга повернувся до ОАЕ, очоливши свою четверту команду з цієї країни — «Аль-Шааб». Утім пропрацював із нею лише декілька місяців —21 лютого 2016 року його контракт із клубом було передчасно завершено за згодою сторін.
30 липня 2016 року уклав контракт з «Вулвергемптон Вондерерс», згідно якого мав тренувати англійську команду протягом сезону 2016/17. Проте вже 25 жовтня того ж року був звільнений з позиції головного тренера клубу через незадовільні результати — під його керівництвом «вовки» здобули лише 4 перемоги у 14 іграх Чемпіоншипу і перебували на 18-й позиції у другому за силою англійському дивізіоні.
У грудні 2017 року продовжив тренерську кар'єру на батьківщині, ставши головним тренером одного з аутсайдерів Серії A «Кротоне». Залишив команду по завершенні сезону, за результатами якого вона не зберегла місце у найвищому італійському дивізіоні.
11 жовтня 2018 року почав працювати з друголіговою «Венецією», з якої був звільнений наступного березня після серії з п'яти ігор, в яких команда чотири рази програла.
У березні 2020 року очолив тренерський штаб «Кальярі». Мав тренувати сардинську команду до літа 2021 року, проте у серпні того ж 2020 року був замінений на Еусебіо Ді Франческо.
| Дата       | Місто              | Господарі         | Результат             | Гості          | Турнір                    | Голи | Примітки  |
| ---------- | ------------------ | ----------------- | --------------------- | -------------- | ------------------------- | ---- | --------- |
| 08/10/1986 | Болонья            | Італія            | 2 – 0                 | Греція         | товариський матч          | -    |           |
| 15/11/1986 | Мілан              | Італія            | 3 – 2                 | Швейцарія      | Відбір до ЧЄ 1988         | -2   |           |
| 06/12/1986 | Валетта            | Мальта            | 0 – 2                 | Італія         | Відбір до ЧЄ 1988         | -    |           |
| 24/01/1987 | Бергамо            | Італія            | 5 – 0                 | Мальта         | Відбір до ЧЄ 1988         | -    |           |
| 14/02/1987 | Лісабон            | Португалія        | 0 – 1                 | Італія         | Відбір до ЧЄ 1988         | -    |           |
| 18/04/1987 | Кельн              | ФРН               | 0 – 0                 | Італія         | товариський матч          | -    |           |
| 28/05/1987 | Осло               | Норвегія          | 0 – 0                 | Італія         | товариський матч          | -    |           |
| 03/06/1987 | Стокгольм          | Швеція            | 1 – 0                 | Італія         | Відбір до ЧЄ 1988         | -1   |           |
| 10/06/1987 | Цюрих              | Італія            | 3 – 1                 | Аргентина      | товариський матч          | -    |           |
| 23/09/1987 | Піза               | Італія            | 1 – 0                 | Югославія      | товариський матч          | -    |           |
| 17/10/1987 | Берн               | Швейцарія         | 0 – 0                 | Італія         | Відбір до ЧЄ 1988         | -    |           |
| 14/11/1987 | Неаполь            | Італія            | 2 – 1                 | Швеція         | Відбір до ЧЄ 1988         | -1   |           |
| 05/12/1987 | Мілан              | Італія            | 3 – 0                 | Португалія     | Відбір до ЧЄ 1988         | -    |           |
| 20/02/1988 | Барі               | Італія            | 4 – 1                 | СРСР           | товариський матч          | -1   |           |
| 31/03/1988 | Спліт              | Югославія         | 1 – 1                 | Італія         | товариський матч          | -1   |           |
| 27/04/1988 | Люксембург         | Люксембург        | 0 – 3                 | Італія         | товариський матч          | -    |           |
| 04/06/1988 | Брешія             | Італія            | 0 – 1                 | Уельс          | товариський матч          | -1   |           |
| 10/06/1988 | Дюссельдорф        | ФРН               | 1 – 1                 | Італія         | ЧЄ 1988 - 1-й етап        | -1   |           |
| 14/06/1988 | Франкфурт-на-Майні | Італія            | 1 – 0                 | Іспанія        | ЧЄ 1988 - 1-й етап        | -    |           |
| 17/06/1988 | Кельн              | Італія            | 2 – 0                 | Данія          | ЧЄ 1988 - 1-й етап        | -    |           |
| 22/06/1988 | Штутгарт           | СРСР              | 2 – 0                 | Італія         | ЧЄ 1988 - півфінал        | -2   |           |
| 19/10/1988 | Пескара            | Італія            | 2 – 1                 | Норвегія       | товариський матч          | -1   |           |
| 22/12/1988 | Перуджа            | Італія            | 2 – 0                 | Шотландія      | товариський матч          | -    |           |
| 22/02/1989 | Піза               | Італія            | 1 – 0                 | Данія          | товариський матч          | -    |           |
| 25/03/1989 | Відень             | Австрія           | 0 – 1                 | Італія         | товариський матч          | -    |           |
| 29/03/1989 | Сібіу              | Румунія           | 1 – 0                 | Італія         | товариський матч          | -1   |           |
| 22/04/1989 | Верона             | Італія            | 1 – 1                 | Уругвай        | товариський матч          | -    |           |
| 26/04/1989 | Таранто            | Італія            | 4 – 0                 | Угорщина       | товариський матч          | -    |           |
| 20/09/1989 | Чезена             | Італія            | 4 – 0                 | Болгарія       | товариський матч          | -    |           |
| 14/10/1989 | Болонья            | Італія            | 0 – 1                 | Бразилія       | товариський матч          | -1   |           |
| 11/11/1989 | Віченца            | Італія            | 1 – 0                 | Алжир          | товариський матч          | -    |           |
| 15/11/1989 | Лондон             | Англія            | 0 – 0                 | Італія         | товариський матч          | -    |           |
| 21/12/1989 | Кальярі            | Італія            | 0 – 0                 | Аргентина      | товариський матч          | -    |           |
| 21/02/1990 | Роттердам          | Нідерланди        | 0 – 0                 | Італія         | товариський матч          | -    |           |
| 31/03/1990 | Базель             | Швейцарія         | 0 – 1                 | Італія         | товариський матч          | -    |           |
| 09/06/1990 | Рим                | Італія            | 1 – 0                 | Австрія        | ЧС 1990 - 1-й етап        | -    |           |
| 14/06/1990 | Рим                | Італія            | 1 – 0                 | США            | ЧС 1990 - 1-й етап        | -    |           |
| 19/06/1990 | Рим                | Італія            | 2 – 0                 | Чехословаччина | ЧС 1990 - 1-й етап        | -    |           |
| 25/06/1990 | Рим                | Італія            | 2 – 0                 | Уругвай        | ЧС 1990 - 1/8 фіналу      | -    |           |
| 30/06/1990 | Рим                | Італія            | 1 – 0                 | Ірландія       | ЧС 1990 - чвертьфінал     | -    |           |
| 03/07/1990 | Неаполь            | Аргентина         | 1 – 1 д.ч. (4-3 п.п.) | Італія         | ЧС 1990 - півфінал        | -1   |           |
| 07/07/1990 | Барі               | Італія            | 2 – 1                 | Англія         | ЧС 1990 - матч за 3 місце | -1   | 3-є місце |
| 26/09/1990 | Палермо            | Італія            | 1 – 0                 | Нідерланди     | товариський матч          | -    |           |
| 17/10/1990 | Будапешт           | Угорщина          | 1 – 1                 | Італія         | Відбір до ЧЄ 1992         | -1   |           |
| 03/11/1990 | Рим                | Італія            | 0 – 0                 | СРСР           | Відбір до ЧЄ 1992         | -    |           |
| 22/12/1990 | Лімасол            | Кіпр              | 0 – 4                 | Італія         | Відбір до ЧЄ 1992         | -    |           |
| 13/02/1991 | Терні              | Італія            | 0 – 0                 | Бельгія        | товариський матч          | -    |           |
| 01/05/1991 | Салерно            | Італія            | 3 – 1                 | Угорщина       | Відбір до ЧЄ 1992         | -1   |           |
| 05/06/1991 | Осло               | Норвегія          | 2 – 1                 | Італія         | Відбір до ЧЄ 1992         | -2   |           |
| 12/06/1991 | Мальме             | Італія            | 2 – 0 д.ч.            | Данія          | Scania Cup                | -    |           |
| 16/06/1991 | Стокгольм          | Італія            | 1 – 1 д.ч. (3-2 п.п.) | СРСР           | Scania Cup                | -1   |           |
| 25/09/1991 | Софія              | Болгарія          | 2 – 1                 | Італія         | товариський матч          | -1   |           |
| 12/10/1991 | Москва             | СРСР              | 0 – 0                 | Італія         | Відбір до ЧЄ 1992         | -    |           |
| 21/12/1991 | Фоджа              | Італія            | 2 – 0                 | Кіпр           | Відбір до ЧЄ 1992         | -    |           |
| 19/02/1992 | Чезена             | Італія            | 4 – 0                 | Сан-Марино     | товариський матч          | -    |           |
| 25/03/1992 | Турин              | Італія            | 1 – 0                 | Німеччина      | товариський матч          | -    |           |
| 31/05/1992 | Нью-Гейвен         | Італія            | 0 – 0                 | Португалія     | USA Cup                   | -    |           |
| 04/06/1992 | Бостон             | Італія            | 2 – 0                 | Ірландія       | USA Cup                   | -    |           |
| Усього     |                    | Матчів (31 місце) | 58                    |                | Голів                     | -21  |           |

## Титули і досягнення

### Як гравця
- Чемпіон Італії (1):

«Інтернаціонале»: 1988-89
- Володар Суперкубка Італії з футболу (1):

«Інтернаціонале»: 1989
- Володар Кубка УЄФА (2):

«Інтернаціонале»: 1990-91, 1993-94
- Бронзовий призер чемпіонату світу: 1990

### Як тренера
- Чемпіон Румунії (1):

«Стяуа»: 2004-05
- Чемпіон Сербії і Чорногорії (1):

«Црвена Звезда»: 2005-06
- Володар Кубка Сербії і Чорногорії (1):

«Црвена Звезда»: 2005-06